# Phryganoporus
Phryganoporus es un género de arañas de la familia Desidae. Sus cinco especies sólo se encuentran en Australia y Tasmania, con una especie que también se encuentra en la isla Norfolk, al sur de Nueva Caledonia.
El género se relaciona con las "arañas de casa negra" (arañas Badumna).

## Nombre
El nombre del género deriva del griego phryganon "palo seco" y poros "agujero", en referencia a la red, que a menudo se construye en los arbustos secos con un agujero como una entrada.

## Especies
- Phryganoporus candidus (L. Koch, 1872):  Australia, Isla Norfolk.
- Phryganoporus davidleei (Gray, 2002): Australia Occidental, Australia Meridional.
- Phryganoporus melanopygus (Gray, 2002): Australia Occidental.
- Phryganoporus nigrinus (Simon, 1908): Australia Occidental a Queensland.
- Phryganoporus vandiemeni (Gray, 1983): Victoria, Tasmania.